# Экологическая ситуация в Китае
В КНР наблюдаются существенные проблемы с состоянием окружающей среды, связанные с промышленным развитием.
В настоящее время Китай является крупнейшим источником вредных выбросов (обеспечивая более 1/4 мировых выбросов парниковых газов).  Китайские показатели выбросов на единицу ВВП — одни из самых высоких в мире. В структуре энергоносителей Китая доля угля составляет почти 60%, что более чем вдвое превышает среднемировой показатель.  

## Загрязнение воздуха
Загрязнение воздуха в КНР, особенно в крупных городах, достигает катастрофических показателей. В двух третях городов максимально допустимое загрязнение воздуха превышено в пять раз. Согласно исследованиям китайских властей, в основном загрязнение воздуха связано с мельчайшими частицами, которые образуются от сжигания угля без предварительной очистки, выхлопными газами автомобилей и дымом от промышленных производств и топок.
На трети территории страны фиксируются кислотные дожди, которые поражают глаза людей, вызывая острый конъюнктивит, и дыхательные пути, что приводит к бронхиальной астме, кашлю, болезням легких.
Загрязнение воздуха оценивалось как сильное в 28,5 % городов КНР и среднее — в 58,1 % городов. Воздух в северных городах (Ланьчжоу, Синин, Сиань) и крупных промышленных центрах (Ухань, Чунцин, Чанша) загрязнён в большей степени, чем в приморских городах. Особенно страдают от загрязнения воздуха города, лежащие в слабо продуваемых ветрами котловинах (Чунцин, Ухань, Пекин, Нанкин).

## Выбросы парниковых газов
Около 80 % тепловых электростанций Китая работают на угле, что делает Китай одним из мировых лидеров по выбросам углекислого газа, основного парникового газа. Кроме того, Китай занимает лидирующие позиции по выбросам из угольных шахт биогенного метана, также увеличивающего парниковый эффект. 
Всего КНР обеспечивает более 1/4 мировых выбросов парниковых газов.
Для снижения остроты проблемы КНР пытается установить контроль над источниками несколько менее вредного топлива - природного газа, его арктические месторождения на суше и шельфе, включая север России. В то же время, фактически, никакого снижения выброса парниковых газов Китаем до, может быть, 2030 года, не ожидается.

## Загрязнение воды
В Китае сильно загрязнены 75 % рек и озер и 90 % подземных вод. 
В большинстве своем сточные воды сливаются непосредственно в водоемы без всякой очистки или с нарушением ее норм. Сброс промышленных сточных вод сделал воду в реках Китая непригодной для питья и разведения рыбы. Вода многих рек настолько отравлена, что не походит даже для полива.
Во многих городах подземные воды загрязнены фенолами, цианистыми, ртутными, мышьяковыми соединениями. 
В море также попадают нефть, тяжёлые металлы и другие вредные вещества.

## Последствия излишнего потребления воды
Из-за излишнего забора воды происходит высыхание многих рек и озёр. Из-за чрезвычайно большого потребления подземных грунтовых вод под многими городами Китая, в том числе такими крупными как Пекин, Шанхай, Тяньцзинь, Ханьчжоу, образовались самые крупные в мире подземные воронки. В результате некоторые здания уходят под землю, на других появляются трещины, разрушаются мосты, железные дороги.

## Деградация почв
Обрабатываемые земли загрязняются твердыми промышленными отходами, страдают от чрезмерного применения пестицидов и минеральных удобрений. Вырубаются леса. Выпас огромных стад скота приводит к уничтожению верхнего слоя почвы, её разрыхлению и превращению в пыль и песок. 
В результате несколько тысяч поселений были поглощены пустыней, а только в Пекин ежегодно наносится полмиллиона тонн песка. Всё более частыми становятся пыльные бури.

## Последствия загрязнения для здоровья людей
По данным исследований, проводимых Всемирным банком, от смога в КНР умирает 750 тысяч человек в год, более 60 тысяч человек стали жертвами употребления загрязненной воды и умерли от желудочно-кишечных заболеваний, инфекционных болезней печени и почек.
Загрязнение окружающей среды также приводит к массовым раковым заболеваниям, от которых, по данным экспертов, ежегодно умирает 1,4 млн человек. Выявляются целые «раковые деревни». По данным одного из ежегодных докладов World Resource Institute, в 2010 году были выявлены 459 таких деревень в 29 из 31 провинций Китая. Китай занимает одно из первых мест в мире по смертности от рака печени и желудка.

## Протесты населения
По данным Министерства защиты окружающей среды КНР, с 1998 года количество экологических протестов ежегодно увеличивается примерно на треть. В частности, происходили массовые протесты против строительства завода по переработке медной руды в городе Шифан провинции Сычуань, против работы химического завода «Фуцзя» в городе Далянь провинции Ляонин, против расширения нефтеперерабатывающего завода в городе Нинбо. 
Настоящий бунт вызвали планы по сооружению трубопровода для сброса отходов с бумажной фабрики в городе Цидун, так как этот трубопровод должен был сливать отходы прямо в рыболовецкую гавань.

## Реакция властей
Правительство КНР долго отрицало сильную загрязнённость воды и воздуха и признало её лишь недавно, когда серьезность ситуации стала абсолютно очевидной. Однако Министерство защиты окружающей среды КНР отказалось опубликовать полные результаты исследований состояния почвы, сославшись на то, что  состояние почвы является государственной тайной.
Лишь в 2005 году в официальных материалах впервые появились термины «экологическая культура», «экологическая безопасность». На XVIII съезде КПК (2012) была сформулирована комплексная задача построения «экологической цивилизации» и «красивого Китая» как неотъемлемой части дальнейшего подъема КНР.
В апреле 2021 года Председатель КНР Си Цзиньпин заявил, что его правительство планирует повысить обязательства Китая по сокращению выбросов парниковых газов в рамках Парижского климатического соглашения и что Китай намерен выйти на пик по углеродным выбросам к 2030 году и достигнуть углеродной нейтральности до 2060 года. Однако не было сказано, как этого добиться. Тем не менее, было заявлено, что Китай будет постепенно сокращать потребление угля, также будет запущена онлайн-торговля квотами на выбросы углерода. В 2021 году на Генеральной ассамблее ООН Си Цзиньпин также пообещал прекратить поддержку новых проектов угольных электростанций за рубежом.